# Marko Bašić
Pour les articles homonymes, voir Basic.
Marko Bašić, né le 25 mai 1988 à Zagreb, est un footballeur croate. Il évolue au Taizhou Yuanda au poste de milieu défensif.

## Biographie
Lors de la saison 2014-2015, il inscrit 11 buts en deuxième division suisse avec l'équipe du FC Lugano.
Avec le Grasshopper Club Zurich, il joue cinq matchs en Ligue Europa (tours préliminaires), lors de la saison 2016-2017.

## Palmarès
- Champion de Suisse de D2 en 2015 avec le FC Lugano
- Vice-champion de Suisse de D2 en 2009, 2010 et 2014 avec le FC Lugano